# Radio Austria Internacional
Radio Austria Internacional (Radio Österreich International; ROI) fue una antigua radiodifusora internacional de Austria. Era administrada por la ORF.

## Historia
Austria inició su primera transmisión experimental en onda corta el 15 de febrero de 1955. El 4 de septiembre de 1960, pone en funcionamiento el Centro Emisor de Moosbrunn ubicado en el Estado federado de Baja Austria, el cual da comienzo al servicio de onda corta para el exterior.
El 28 de octubre de 1969 se creó un contrato entre el Gobierno Federal y la ORF. Como resultado, Radio Austria Internacional, aunque formaba parte de la ORF, se encargó de las emisiones en onda corta con plena independencia redaccional. La ROI era financiada por el gobierno. Con el tiempo, Radio Austria Internacional contó con servicios en alemán, español, inglés, francés, árabe y esperanto. La señal de intervalo de la emisora era El Danubio Azul de Strauss. Además de la onda corta, la ROI empleó en sus últimos años el satélite y tuvo un sitio en Internet: roi.orf.at.
En el año 2000, el gobierno hizo recortes en el presupuesto de la estación. En consecuencia, la ROI redujo personal. El primero de enero de 2002, una nueva ley de radiodifusión integró plenamente la ROI con la ORF. Antes de esa fecha,  Radio Austria Internacional era una emisora autónoma. También en el 2002, el gobierno cesó de cubrir los costos de Radio Austria Internacional. La ORF, encargada ahora del financiamiento de la ROI, decidió cerrar la estación en el 2003 por falta de dinero.
En reemplazo de la ROI, la ORF comenzó a sacar por onda corta la señal de la emisora cultural Österreich 1 (Ö1). A la programación regular de Österreich 1, presentada en el exterior como Ö1 International, se le añadieron espacios en español (Noticiero de Austria) e inglés para una audiencia internacional. 

## Redacción española de Radio Austria Internacional
La señal en español de Radio Austria Internacional estaba dirigida hacia España y América y duraba media hora. Entre los integrantes de la Redacción española estaban: Carlos Arturo del Castillo, Manuel Aletrino, Erica Klügler, Maiken Mayo, Julieta Quintana, Juan Ricardo Olivares, Francisco Eguiagaray, Ana Ramos, Santiago Lasheras, Rubén Jiménez, Orlando Montes de Oca, Santiago Mata, Sergio Duque, Lucía Castelló, Isabel Miró y Jaime Carbonell.
Algunos espacios de Radio Austria Internacional fueron:
- Panorama de Austria: programa que se escuchaba de lunes a viernes. Por razones técnicas tenía dos partes:  Noticiero de Austria y el programa de fondo Panorama que a su vez presentaba diversos espacios como Mundo DX y Charlas Musicales.[4] Mundo DX era un programa sobre diexismo, hecho en colaboración con la Asociación DX de Barcelona y conducido por Francisco Rubio.[4][3] Charlas Musicales, emitido los viernes y presentado por Orlando Montes de Oca, consistía en entrevistas a artistas de la ópera.[4][3]
- Los Sábados: Repetición de algunos programas transmitidos durante la semana en Panorama.[4]
- Buzón Internacional: lecturas de las cartas de los oyentes, peticiones musicales. Se transmitía los domingos y era presentado por Jaime Carbonell, Isabel Miró y Lucía Castelló.[4][3]